# Морошкин, Виктор Иванович
Виктор Иванович Морошкин (1909, Москва — апрель 1942, станция Тёмкино) — советский композитор, один из основоположников бурятской профессиональной музыки.

## Биография
В 1931 году окончил Московскую консерваторию по классу композиции у Р. М. Глиэра.
С 1931 по 1933 год работал в Казани заведующим музыкальной частью Татарского государственного театра. В 1933—1935 годах занимался сбором и изучением музыкального фольклора Якутии.
С 1935 по 1940 год Морошкин работал в Улан-Удэ, изучал бурятский фольклор. Был заведующим музыкальной частью Бурятского театра драмы, преподавал в местном музыкальном училище (одним из его учеников был Ж. Батуев).
В 1940 году был принят кандидатом в члены Коммунистической партии.
После начала Великой Отечественной войны ушёл на фронт. Погиб в 1942 году на станции Тёмкино во время Ржевско-Вяземской наступательной операции.
Морошкин является одним из первых авторов произведений бурятской профессиональной музыки (наряду с П. М. Берлинским). Среди его произведений музыкальная драма Эржэн (1940, Улан-Удэ), кантата Бурят-Монголия (1940), сюита на бурятские темы для оркестра (1940, не окончена), пьесы для оркестра народных инструментов, фортепианные пьесы, хоры, романсы и песни, музыка к спектаклям, обработки и записи народных песен.
Награждён медалью «За трудовое отличие» (31.10.1940 — за выдающиеся заслуги в деле развития Бурят-Монгольского театрального и музыкального искусства).